# Eisenbahnunfall von Manikpara
Der Eisenbahnunfall von Manikpara am 28. Mai 2010 war ein Anschlag auf den Jnaneswari Express von Haora nach Mumbai südöstlich der Ortschaft Manikpara und des Bahnhofs Sardiha, Indien, wobei anschließend ein entgegenkommender Güterzug in die entgleisten Personenwagen fuhr. 148 Menschen wurden getötet.

## Ausgangslage
Im indischen Bundesstaat Westbengalen waren seit 1967 Untergrundgruppen der maoistischen Naxaliten aktiv. Zu deren Strategie gehörten terroristische Anschläge auf die Infrastruktur, vornehmlich die Eisenbahninfrastruktur.
In der Nacht vom 27. auf den 28. Mai entfernten sie ein etwa 50 cm langes Gleisstück aus der zweigleisigen Strecke. Sie verwechselten dabei angeblich die Gleise und gaben nach dem Unfall – zu dem sie sich nach Zögern „bekannten“ – an, dass das Anschlagsziel eigentlich der Güterzug gewesen sei.
Der „Jnaneswari Express“, ein Nachtschnellzug der höchsten Qualitätsklasse der Indischen Staatsbahn, war hier gegen 1:30 Uhr bei Jhargram im Distrikt Pashchim Medinipur in Westbengalen unterwegs. Er bestand aus einer Lokomotive und 13 Personenwagen, davon zehn Schlafwagen.

## Unfallhergang
Aufgrund der nächtlichen Dunkelheit konnte der Lokomotivführer die beschädigte Stelle im Gleis nicht erkennen. Der Zug entgleiste, als er sie befuhr. Alle 13 Wagen des Zuges entgleisten, vier davon kippten in das Lichtraumprofil des Gleises der Gegenrichtung. Ein dort verkehrender Güterzug in der Gegenrichtung fuhr in diese Fahrzeuge hinein.
Unmittelbar nach dem Unfall lief das Gerücht um, es habe sich um einen Bombenanschlag gehandelt, was aber im Nachhinein nicht bestätigt wurde.

## Folgen
148 Menschen wurden getötet, mehr als 200 weitere verletzt. Die Rettungs- und Bergungsarbeiten erwiesen sich als sehr schwierig, da die Unfallstelle sehr abgelegen war. Die Ermittlungen zur Unfallursache wurden dem Central Bureau of Investigation übertragen. Eine örtliche Gruppe, die den Naxaliten nahe stand, „People’s Committee Against Police Atrocities (PCPA)“, wurde aufgrund von Flugblättern, die an der Unfallstelle von der Polizei gefunden wurden, als für den Anschlag verantwortlich ermittelt.
Der nächtliche Eisenbahnverkehr wurde in Gebieten, die durch die Naxaliten bedroht waren, eingestellt.